# Zòsim (governador)
|  | Per a altres significats, vegeu «Zòsim (desambiguació)». |

Zòsim (en llatí Zosimus, en grec antic Ζώσιμος) va ser un governador romà del segle iv.
Era prefecte (governador) de l'Epir sota els emperadors Valentinià I i Valent. Se'l menciona al codi de Teodosi, amb relació a algunes lleis promulgades l'any 373. Probablement era el pare de l'historiador Zòsim.